# Castelo da Caneja
O Castelo da Caneja, igualmente conhecido como Castelo Velho da Caneja, é um sítio arqueológico no Município de Odemira, na região do Alentejo, em Portugal. Consiste num possível povoado fortificado do período islâmico.

## Descrição e história
O monumento consiste provavelmente num antigo povoado fortificado da época islâmica, situado no cume de uma elevação sobre o vale da Ribeira da Caneja, na margem direita daquele curso de água, e junto da sua foz no Rio Mira. Este ponto permite visualizar parte do Rio Mira e da vila de Odemira. Localiza-se na propriedade de Caneja de Baixo, nas imediações do Monte da Caneja, um conjunto oitocentista de grande interesse devido à sua arquitectura vernacular, e por ter sido, segundo a tradição popular, local de residência de um importante capitão da Guerra Civil Portuguesa. Nas imediações existe o topónimo torrinha, que poderá ser o testemunho de uma antiga torre que ocupava este local.
Os vestígios consistem num fosso com cerca de 3 m de largura máxima e uma profundidade de 1,5 m, rodeando um espaço de forma oval com aproximadamente 20 por 30 m, onde foi encontrado um conjunto de pedras de xisto. No centro encontram-se igualmente várias oliveiras centenárias. Em termos de espólio, no local foram encontradas vários fragmentos de telhas curvas e grossas, em cerâmica alaranjada comum a torno. A presença destas telhas é significativa, porque não foram encontrados outros exemplos deste tipo de material nos castelos rurais da Idade Média na área de Odemira, além que a sua tipologia permite datar a ocupação do local nos finais do domínio islâmico, provavelmente após o século XI, período semelhante ao do cerro do Castelo de Odemira, entre os séculos XII e XIII. O Castelo da Caneja também pode ter feito parte de um conjunto de fortificações do período muçulmano, situadas em redor de Odemira, que protegiam a vila e controlavam os seus acessos fluviais e terrestres, e que ao mesmo tempo ofereciam um ponto onde se podiam refugiar as populações locais. Esta última hipótese também foi avançada pelo arqueólogo Jorge Vilhena, que classificou o Castelo da Caneja e outras estruturas similares na região de Odemira como um possível husun, tipologia de pequenas fortificações onde se refugiavam as povoações rurais, e que provavelmente também poderiam ser utilizados como celeiros fortificados.
Segundo a tradição popular, quando foi instalado um canal de rega na vertente Sul da colina, nos finais dos anos 60, foi descoberta uma sepultura onde se encontrava um conjunto de moedas, pelo que ali poderia localizar-se a necrópole dos ocupantes do Castelo da Caneja. Neste local, situado a cerca de 250 m a oriente do Monte da Caneja de Baixo, também foram descobertos dois lanços de um muro em xisto, durante o corte que foi feito para a abertura do canal. Mais a Sul, a aproximadamente 200 m a ocidente do Monte da Caneja de Cima, foram identificados taludes provavelmente artificiais, e uma grande quantidade de materiais relacionados a antigas estruturas, como pedra de construção, lajes de xisto, e partes de telhas. O espólio encontrado neste local inclui uma tampa circular em xisto, fragmentos de peças de cerâmica de fabrico manual e a torno, e pingos de fundição. De acordo com os vestígios, este local poderá ter sido ocupado por um povoado, durante a Idade Média.
O sítio do Castelo da Caneja foi alvo de trabalhos arqueológicos em 1995, no âmbito do Levantamento Arqueológico do Concelho de Odemira, e em 1998, como parte do programa PNTA/98 - Proto-História do Médio e Baixo Vale do Mira - A Arqueologia do Rio.